# 巴納德表
巴納德表是天文學家愛德華·愛默生·巴納德編輯的一份暗星雲清單，也稱為巴納德標誌的天空中暗天體表。被巴納德列在表中的天體現在都稱為巴納德天體。在1919年出版的目錄中列出了182個星雲；到1927年再版時，增列為369個。

## 外部連結
- Barnard's Catalogue of 349 Dark Objects in the Sky （页面存档备份，存于）, VizieR listing at CDS